# Landkreis Tilsit
| Kreis Tilsit (1818–1896) Landkreis Tilsit (1896–1922) | Kreis Tilsit (1818–1896) Landkreis Tilsit (1896–1922)             |
| ----------------------------------------------------- | ----------------------------------------------------------------- |
| Preußische Provinz                                    | Ostpreußen (1818–1829) Preußen (1829–1878) Ostpreußen (1878–1922) |
| Regierungsbezirk                                      | Gumbinnen                                                         |
| Kreisstadt                                            | Tilsit                                                            |
| Fläche                                                | 783 km² (1910)                                                    |
| Einwohner                                             | 46.372 (1910)                                                     |
| Bevölkerungsdichte                                    | 59 Einwohner/km² (1910)                                           |
|                                                       |                                                                   |
| Kreis Tilsit (1890)                                   |                                                                   |

Der Landkreis Tilsit (bis 1896 Kreis Tilsit) war von 1818 bis 1922 ein Landkreis im Regierungsbezirk Gumbinnen in Ostpreußen. Der Kreissitz befand sich in der seit 1896 kreisfreien Stadt Tilsit. 1910 hatte der Kreis auf einer Fläche von 783 km² 46.372 Einwohner.

## Verwaltungsgeschichte
Das Gebiet des Kreises Tilsit gehörte seit der Einteilung Ostpreußens in landrätliche Kreise von 1752 zu dem damaligen Kreis Insterburg. Im Rahmen der preußischen Verwaltungsreformen ergab sich mit der „Verordnung wegen verbesserter Einrichtung der Provinzialbehörden“ vom 30. April 1815 die Notwendigkeit einer umfassenden Kreisreform in ganz Ostpreußen, da sich die 1752 eingerichteten Kreise als unzweckmäßig und zu groß erwiesen hatten. Zum 1. September 1818 wurde im Regierungsbezirk Gumbinnen aus Teilen des alten Kreises Insterburg der neue Kreis Tilsit gebildet. Er umfasste das Gebiet der Kirchspiele Coadjuthen, Piktupönen, Tilsit und Willkischken. Seit dem 3. Dezember 1829 gehörte der Kreis zur neuen Provinz Preußen mit dem Sitz in Königsberg i. Pr.
Zum 1. Januar 1836 wurde das Gebiet des Kirchspiels Plaschken aus dem Kreis Niederung in den Kreis Tilsit umgegliedert. Seit dem 1. Juli 1867 gehörte der Kreis zum Norddeutschen Bund und ab dem 1. Januar 1871 zum Deutschen Reich.
Zum 21. Juli 1875 wurde die Landgemeinde Bublauken aus dem Kreis Niederung in den Kreis Tilsit umgegliedert. Gleichzeitig wechselte die Gemeinde Heydebruch aus dem Kreis Tilsit in den Kreis Ragnit. Nach der Teilung der Provinz Preußen in die Provinzen Ostpreußen und Westpreußen wurde der Kreis Tilsit am 1. April 1878 Bestandteil Ostpreußens.
Am 1. April 1896 schied die Stadt Tilsit aus dem Kreis aus und bildete fortan einen eigenen Stadtkreis. Der Kreis Tilsit trug seitdem die Bezeichnung Landkreis Tilsit. Im Kreisgebiet wurde auf dem Land vielerorts auch Litauisch gesprochen; auf Basis des Zensus vom 1. Dezember 1900 wurden 1905 diejenigen Landgemeinden und Gutsbezirke aufgezählt, in denen 50 bis 75 bzw. mehr als 75 von hundert Einwohnern Litauisch als Muttersprache benutzen. Am 1. April 1919 wurden die Landgemeinden Kallkappen, Splitter, Stolbeck und Tilsit-Preußen in den Stadtkreis Tilsit eingemeindet.
Mit dem Ende des Ersten Weltkriegs trat am 10. Januar 1920 der Friedensvertrag von Versailles in Kraft. Dadurch wurden die nördlich der Memel gelegenen Teile des Landkreises Tilsit dem Memelland zugeschlagen, wo sie Teil des Kreises Pogegen wurden. Am 25. März 1920 wurde die Verwaltung des Restkreises Tilsit südlich der Memel vorläufig auf den Landrat in Ragnit übertragen. Am 1. Juli 1922 wurden die zerschnittenen Kreise südlich der Memel endgültig neu gegliedert.
Die Landgemeinden Dwischaken, Kaltecken, Kalwen, Moritzkehmen, Schillgallen b. Tilsit und Sentienen sowie der Gutsbezirk Paszelgsten aus dem Landkreis Tilsit wurden in den Stadtkreis Tilsit eingemeindet. Die übrigen im Deutschen Reich verbliebenen Gebiete des Landkreises Tilsit und des Kreises Ragnit wurden mit einem Teil des Kreises Niederung zu einem neuen Kreis Tilsit-Ragnit zusammengefasst. Kreissitz wurde die kreisfreie Stadt Tilsit.
Ab Herbst 1944 wurde das ehemalige Kreisgebiet durch die Rote Armee besetzt. Nach Kriegsende kam das Teilgebiet nördlich der Memel im Wesentlichen zur Gemeinde Pagėgiai in Litauen und das Gebiet südlich der Memel zur russischen Oblast Kaliningrad.

## Einwohnerentwicklung
| Jahr | Einwohner | Quelle |
| ---- | --------- | ------ |
| 1818 | 19.779    | [ 7 ]  |
| 1846 | 55.969    | [ 8 ]  |
| 1871 | 62.789    | [ 9 ]  |
| 1890 | 71.666    | [ 2 ]  |
| 1900 | 46.944    | [ 2 ]  |
| 1910 | 46.372    | [ 2 ]  |

## Politik

### Landräte
- 1818–182400Dreßler
- 1824–183200Gerhard
- 1832–185200Johann Eduard Heinrich Schlenther
- 1852–185800Julius August Lauterbach († 1858)
- 1858–188900Heinrich Schlenther (1821–1900)
- 1889–191900Wilhelm von Schlenther (1858–1924)
- 1919–192000Ernst von Hardenberg-Schattschneider[10]
- 1920–192100Hermann Zwicker
- 1921–192200Roderich Walther

### Wahlen
Im Deutschen Kaiserreich bildete der Kreis Tilsit zusammen mit dem Kreis Niederung den Reichstagswahlkreis Gumbinnen 1.

## Gemeinden
Im Jahr 1910 gab es im Landkreis Tilsit 175 Landgemeinden. Die Gemeinden, die 1920 im Deutschen Reich verblieben und 1922 Teil des Kreises Tilsit-Ragnit wurden, sind mit T-R gekennzeichnet. Die Gemeinden, die 1919 oder 1922 Teil der Stadt Tilsit wurden, sind mit TIL gekennzeichnet. Alle übrigen Gemeinden kamen 1920 zum Memelland und dort zum Kreis Pogegen.
- Absteinen
- Ackmonischken
- Alt Dekinten
- Alt JägerischkenT-R
- Alt Karzewischken
- Alt Schäcken
- Alt Stremehnen
- Altweide
- Alt WeynothenT-R
- Annuschen
- Argeningken-GraudszenT-R
- Augskieken
- Augstwilken
- Bardehnen
- Barsuhnen
- BartkenT-R
- BartukeitenT-R
- Bäuerlich Stumbragirren
- BendiglaukenT-R
- Bennigkeiten
- BirjohlenT-R
- Birstonischken
- Bojehnen
- Bruchhöfen
- BublaukenT-R
- BudeningkenT-R
- Deutsch Pillwarren
- DwischackenTIL
- EichendorfT-R
- EistrawischkenT-R
- Endrikaten
- Erbfrei Stumbragirren
- EromeitenT-R
- Gallus-Wilpien
- Galsdon-Joneiten
- Gillanden
- Gillandwirszen
- Gintscheiten
- Greiszöhnen
- Groß Antleiten
- Groß Bersteningken
- Groß Lumpönen
- Groß Plauschwarren
- Größpelken
- Gudden
- Jakob-Titzkus
- Jogauden
- Jögsden
- Jonikaten
- Joseph-Grutscheit
- Jurge-Kandscheit
- Juschka-Budwethen
- Juschka-Spötzen
- Kallehnen
- KallkappenTIL
- Kallnuggen
- KallwenTIL
- KalteckenTIL
- KampinnischkenT-R
- Kampspowilken
- KarteningkenT-R
- Kaszemeken
- Kawohlen
- Kekersen
- Kellerischken
- Kerkutwethen
- Kiupeln
- Klein Bersteningken
- Klein Karzewischken
- Klipschen-RödszenT-R
- Koadjuthen
- Kowgirren
- Kreywöhnen
- Kriegsdehnen
- Kugeleit
- Kullmen-Jennen
- Kullmen-Kulken
- Kullmen-Laugallen
- Kullmen-Szarden
- Kullmen-Wiedutaten
- Kutturren
- Lasdehnen
- Laugallen
- Laugszargen
- LaukandtenT-R
- Leitwarren
- LenkonischkenT-R
- Mädewald
- Mantwillaten
- Maszeiten
- Maszurmaten
- Matzstubbern
- Medischkehmen
- Meischlauken
- Mikut-Krauleiden
- Mischpettern
- Mohlgirren
- MoritzkehmenTIL
- Nattkischken
- NaudwarrischkenT-R
- Nausseden
- Neppertlauken
- Neu ArgeningkenT-R
- Neu Dekinten
- Neu JägerischkenT-R
- Neu Schäcken
- Neu Stremehnen
- Neu WeynothenT-R
- Neumeilen
- Neustubbern
- Ostischken
- Ostradirwen
- Pageldienen
- Pakamonen
- PamlettenT-R
- Passon-Reisgen
- PellehnenT-R
- Peteraten
- PiktupönenT-R
- Plaschken
- Pleikischken
- Pleine
- Pogegen
- PokrakenT-R
- Powilken
- Prussellen
- RaukothienenT-R
- Robkojen
- Rucken
- Schakeningken
- Schatulldorf Stumbragirren
- Schauditten
- Schillgallen bei Rucken
- Schillgallen bei TilsitTIL
- Schlaunen
- Schleppen
- Schudienen
- Schunellen
- SentienenTIL
- SkambrackenT-R
- Skerswethen
- Skrodeln
- Sodehnen
- Spingen
- SplitterTIL
- Steppon-Rödszen
- StolbeckTIL
- Stonischken
- Strasden
- Suitkaten
- Swarreitkehmen
- Szameitkehmen bei Koadjuthen
- Szillutten
- TaurothenenT-R
- ThalszentenT-R
- Thomuscheiten
- Tilsit-PreußenTIL
- Timstern
- Trakeningken bei Piktupönen
- Trakeningken bei TilsitT-R
- Tutteln
- Uigschen
- Ullosen
- UrbanteitenT-R
- Uszkamonen
- Uszkullmen
- Uszpelken
- Uszpirden
- Wartulischken
- Wersmeningken
- Werszenhof
- Willkischken
- Wittgirren
- Wittschen
- Woitkus-Szardwethen

Daneben existierten noch zahlreiche Gutsbezirke.
Eingemeindungen bis 1919
- Abud Bussen, 1893 zu Thalszenten
- Alt Szemkehmen, 1894 zu Kugeleit
- Annus Siemoneit, 1894 zu Annuschen
- Brantischken, 1888 zu Pillwarren
- Dwischaken-Erbpacht, 1894 zu Kaltecken
- Jettschen, 1893 zu Kerkutwethen
- Jodlaugken, 1895 zu Bäuerlich Stumbragirren
- Johnkugeleit, 1894 zu Kugeleit
- Kandschen, 1894 zu Annuschen
- Klein Lompönen, 1893 zu Schakeningken
- Lauszeninken, 1894 zu Kaszemecken
- Meldiglauken, 1894 zu Kallehnen
- Neu Szemkehmen, 1894 zu Kugeleit
- Schillinnen, 1894 zu Gillandwirszen
- Stepponischken, 1893 zu Kullmen-Laugallen
- Sterpeiken, 1896 zu Wittgirren
- Wallud Ridden, 1893 zu Neu Stremehnen

## Stadt Tilsit mit ihren Ortsteilen

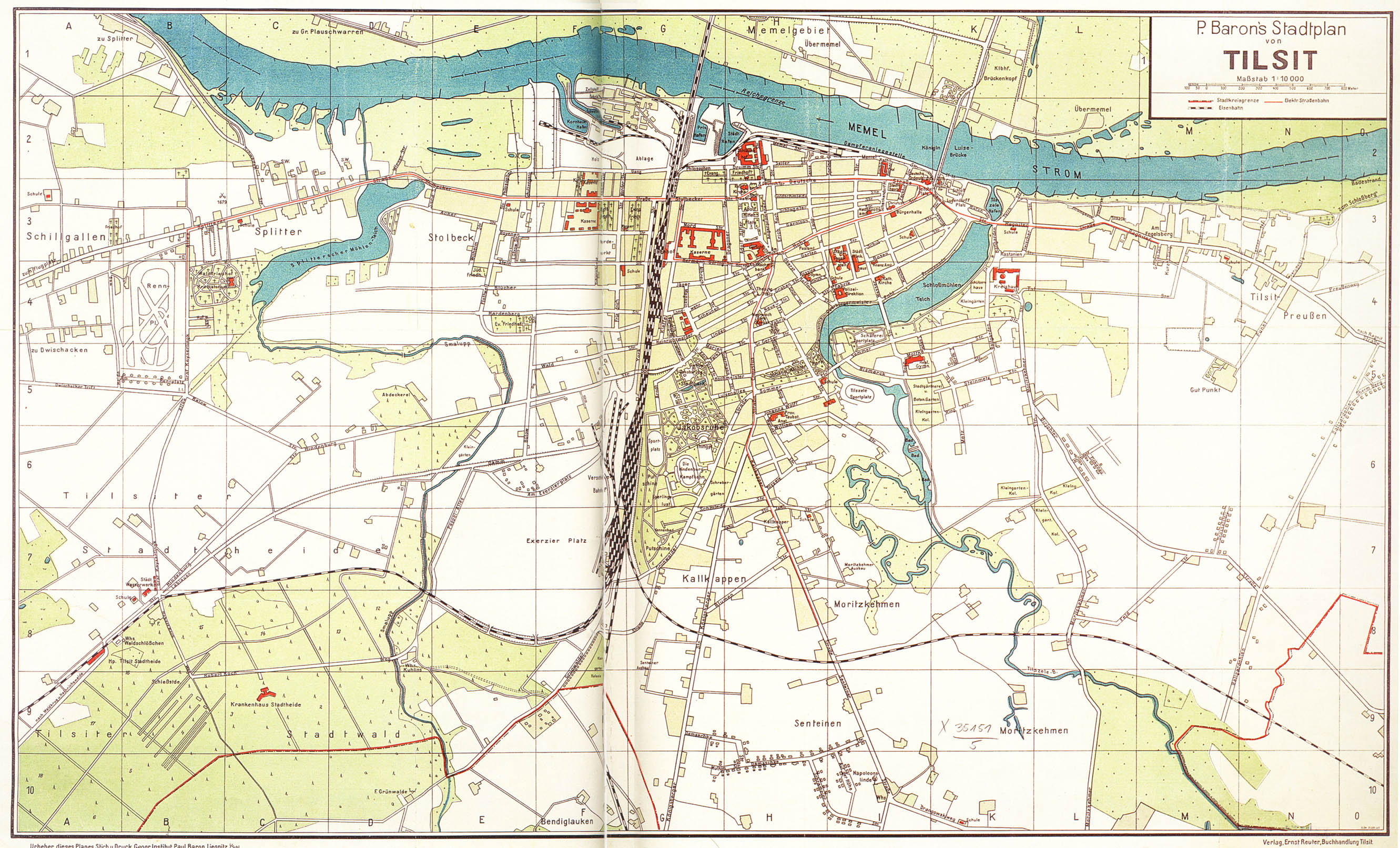
Stadt Tilsit mit ihren Ortsteilen oder Vororten im Jahre 1934, „P.Baron`s Stadtplan von Tilsit, 1:10000,“ Verlag Ernst Reuter, Buchhandlung Tilsit

Die Stadt Tilsit war bis 1896 kreisangehörig.
Ortsteile und Vororte laut Baron`s Plan von 1934:
(Die Ortsteile wurden hier mutmaßlich großgeschrieben, Vororte mutmaßlich klein)
Am Südufer der Memel, heute im Stadtkreis Sowetsk in der russischen Oblast Kaliningrad gelegen:
- Bendiglauken
- Dwischacken (Vorort?)
- (Forsthaus) Grünwalde
- „Gut Punkt“
- Jacobsruhe, mit Stadtpark

- Häfen:
  - Kornhaus-Hafen
  - „Priv.Hafen“ (Privater Hafen?)
  - Städtischer Hafen
  - weiterer Hafen (Schwedenhafen?, unlesbar) an der Zellstoff-Fabrik

- Kallkappen
- Kuhling ?
- Moritzkehmen
- Plauschwarren
- (Tilsit-) Preußen
- Schillgallen
- Senteinen
- Splitter, mit Rennplatz, Waldfriedhof und großem Splitterschem Mühlenteich am Bach Smalupp (heute ca. zwischen Kreuzung der Straßen Ulitza Geroyev/улица героев und Ulitza Chapayeva/улица чапаева und dem noch vorhandenen Mühlenteich)
- Stadtheide, mit Bahnhof und Krankenhaus
- Stolbeck

Am Nordufer der Memel, heute in Litauens Bezirk Tauragė gelegen:
- „Brückenkopf“ (Vorort?) mit Bahnhof
- Groß-Plauschwarren (Vorort?)
- Übermemel (Vorort?)